# Розы Люксембург (Анапа)
Хутор Розы Люксембург — населённый пункт в Краснодарском крае, входит в состав муниципального образования город-курорт Анапа. Входит в состав Первомайского сельского округа.

## География
Хутор находится в западной части Краснодарского края, возле истока реки Уташ.

## История
Согласно Закону Краснодарского края от 1 апреля 2004 года № 676-КЗ хутор вошёл в состав образованного муниципального образования город-курорт Анапа.

## Население
| 2002 | 2010 |
| ---- | ---- |
| 137  | ↗141 |

Национальный состав
Согласно результатам переписи 2002 года, в национальной структуре населения русские составляли 90 % от 137 жителей.

## Инфраструктура
Социальные объекты в населённом пункте отсутствуют. В центре сельского округа — станице Юровка — функционируют основная школа, детский сад, дом культуры и отделение Почты России.

## Транспорт
Доступен автомобильный и железнодорожный транспорт.
Остановка общественного транспорта «Хутор Розы Люксембург».
Ближайшая железнодорожная станция — Юровский, находится в центре сельского округа — станице Юровка.